# 황룡사 9층 목탑

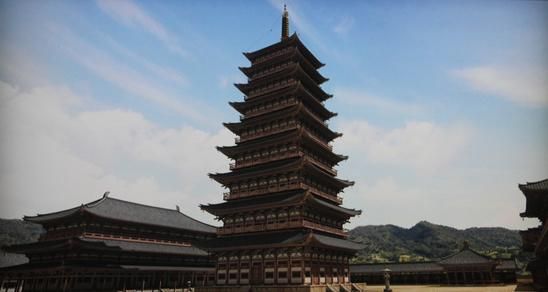
복원예상도

황룡사 9층 목탑(皇龍寺九層木塔)은 황룡사에 세워진 9층 목탑이다. 신라를 중심으로 삼국을 통일하고자 하는 그 시대의 간절한 소원이 표현으로 된 것이다. 

## 역사
신라 선덕여왕 때인 643년, 자장 율사가 당에서 귀국하여 황룡사에 탑을 세울 뜻을 선덕여왕에게 아뢰니 선덕여왕이 군신에게 의논하였는데, 신하들이 “백제에서 공장(工匠)을 청한 연후에야 바야흐로 가능할 것입니다”라고 하여 이에 보물과 비단을 가지고서 백제에게 청하였다. 공장 아비지가 명을 받고 와서 목재와 석재를 경영하였고 이간(伊干) 김용춘이 주관하여 소장(小匠) 200명을 이끌었다. 공장은 이에 마음을 고쳐먹고 그 탑을 완성하였다. 그런 만큼 이러한 소원과 포부가 이 탑에 반영되었다.
규모가 장대무비하였는데 9층까지 높이는 탑지(塔誌) 기록 당시의 당척(唐尺)으로 따진다 하더라도 약 53.45m, 상륜부(上輪部)까지 합하면 약 66.70m나 되는 거대한 것이고, 조영(造營) 당시의 척수인 동위척(東魏尺)으로 따진다면 80m 이상으로 그보다 더 높은 초대형 건축물이었다. 또한 황룡사 9층탑을 만들어낸 의지와 역량을, 삼국 가운데 가장 약소국이었던 신라가 한반도를 통일한 원동력 가운데 하나로 보는 시각도 있다.
그 후, 황룡사 9층 목탑은 고려 때 고려-몽골 전쟁 시기에 몽골 제국 군대의 침입으로 불타버렸고 현재는 탑의 초석(礎石)만이 남아 있다. 중앙의 심초석(心礎石)에서 1964년 12월에 도난당하였던 금동사리함(金銅舍利函)이 1972년 10월 28일 국립박물관에서 처음으로 공개된 적이 있다. 이 사리함의 3면에 걸쳐 탑의 조성 기록이 새겨져 있는데 신라 경문왕(景文王) 11년(871)에 탑을 중수하면서 탑의 조성과 중수 사연을 적은 것이다. 그 내용은 대체로 삼국유사의 기록과 유사하지만 당시의 확실한 명문(銘文)에 의하여 황룡사의 위관(偉觀)을 재확인할 수 있게 되었다. 이 목탑의 모습을 음각으로 디자인한 경주타워가 2007년에 완공되었고, 이 목탑의 모습을 본따만든 중도타워가 2016년에 완공되었다.